# Antoine Malet
Antoine Malet, marquès de Coupigny (Arras, Artois ? - Madrid, 12 de juny de 1825) fou un aristòcrata i militar espanyol d'origen francès. Procedia d'una família de nobles francesos que gaudia de les senyories de Fouquières-les-Lens i de Noyelles. Eren comtes de Henu i des d'agost de 1765 marquesos de Malet de Coupigny.
En 1776 va ser admès com a cadet en la Guàrdia valona, d'on ascendiria a alferes i a tinent. En 1781 va participar en el setge de Gibraltar sota les ordres del general Castaños. En 1789 la seva família es va establir a Espanya definitivament, i durant la Guerra Gran fou ajudant de Joan Miquel de Vives i Feliu, va organitzar la construcció de fortificacions arreu del Rosselló i participà en els combats al Conflent durant la retirada d'Aigüestortes, al pont de Sant Feliu i a la batalla del Masdéu prop de Trullars, assolint el grau de capità en 1795 i el de brigadier al final de la guerra.
En 1797 fou destinat a vigilar la frontera entre Espanya i Portugal, a la zona entre els rius Miño i Duero, sota el comandament del general Ventura Escalante, emparant-se de les places d'Olivenza i Juromenha. I en 1799 Pere Caro Sureda l'encarregà d'intentar arrabassar l'illa de Menorca als britànics.
En 1808, un cop començada la guerra del francès, va ser nomenat mariscal de amp, i poc després, tinent general. Instal·là la seva caserna a Utrera i com a cap de la divisió a Andalusia va intentar distreure les tropes del general Pierre-Antoine Dupont de l'Étang abans de la batalla de Bailén. En 1809 fou nomenat interinament capità general de Catalunya, però no ajudà els barcelonins a revoltar-se contra els francesos. Participà en els atacs a Badajoz i la defensa de San Fernando (Cadis) i comptà com a ajudant amb José de San Martín. En 1812 fou nomenat capità general de Mallorca, càrrec des del qual mantingué enfrontaments amb els militars britànics i amb el marquès de Vivot. Defensor de l'absolutisme, durant el seu mandat a Mallorca va fer executar en 1817 Luis de Lacy y Gautier. Quan es va proclamar el trienni constitucional en 1820 hagué d'abandonar Mallorca.